# Mads Ahlsen
Mads Andreas Ahlsen (født 22. juli 1977) er en norsk fodbolddommer fra Navestad som repræsenterer Hafslund Idrettsforening. Han begyndte at dømme i 1994 og dømte i Adeccoligaen 2007.